# Fabrizio Buonocore
Fabrizio Buonocore (Nápoly, 1977. április 28. –) világbajnoki ezüstérmes (2003) és Európa-bajnoki ezüstérmes (2001) olasz vízilabdázó, a Canottieri Napoli játékosa.